# Grupo Khorasan
Grupo Khorasan é um suposto grupo de membros seniores da al-Qaeda que operam na Síria.  O grupo é composto por um pequeno número de combatentes e coordena com a Frente al-Nusra, afiliada oficial da al-Qaeda na Síria. Em uma reunião de inteligência em Washington, D.C., em 18 de setembro de 2014, o Diretor de Inteligência Nacional James Clapper declarou que "em termos de ameaça à pátria, o Khorasan pode representar tanto perigo quanto o Estado Islâmico".
Surgiu pela primeira vez na mídia em setembro de 2014, embora os Estados Unidos estivessem acompanhando o grupo por dois anos. No início de novembro de 2014, o termo havia desaparecido da retórica política.  Comentaristas afirmaram que a ameaça representada pelo Grupo Khorasan foi exagerada para gerar apoio público à intervenção estadunidense na Síria, e alguns questionaram se o grupo existe mesmo como uma entidade distinta. 
Em 28 de maio de 2015, o líder da Frente al-Nusra, Abu Mohammad al-Golani, negou explicitamente a existência do suposto Grupo Khorasan.  A Frente al-Nusra recebeu ordens específicas desde pelo menos o início de 2015 do líder da al-Qaeda, Ayman al-Zawahiri, para cessar quaisquer atividades relacionadas ao ataque a alvos ocidentais.
Em julho de 2015, tanto Muhsin al-Fadhli, alegado ser o líder operacional do grupo, e o chefe dos fabricantes de bombas David Drugeon, foram mortos por dois ataques aéreos estadunidenses.  Depois de suas mortes, o diretor do FBI, James Comey, declarou que o Grupo Khorasan havia diminuído e que o Estado Islâmico era agora uma ameaça maior para os Estados Unidos. 
Em 15 de outubro de 2015, um ataque aéreo da coalizão no noroeste da Síria matou Abdul Mohsen Adballah Ibrahim al Charekh (também conhecido como Sanafi al-Nasr), que era então o líder mais alto do ranking do Grupo Khorasan.  Ele foi o vice-líder do Khorasan antes da morte de Muhsin al-Fadhli. 
A partir de janeiro de 2017, foi relatado que os Estados Unidos não se referiam mais especificamente aos combatentes do Grupo Khorasan e que as autoridades estadunidenses não mais tentavam distinguir os militantes do Grupo Khorasan e da Frente al-Nusra, rotulando-os todos coletivamente como "al-Qaeda". Nessa época, os Estados Unidos aumentaram significativamente o número de ataques aéreos contra a Frente al-Nusra e outros alvos afiliados à al-Qaeda. 